# Цимбалівка (Хмельницький район)

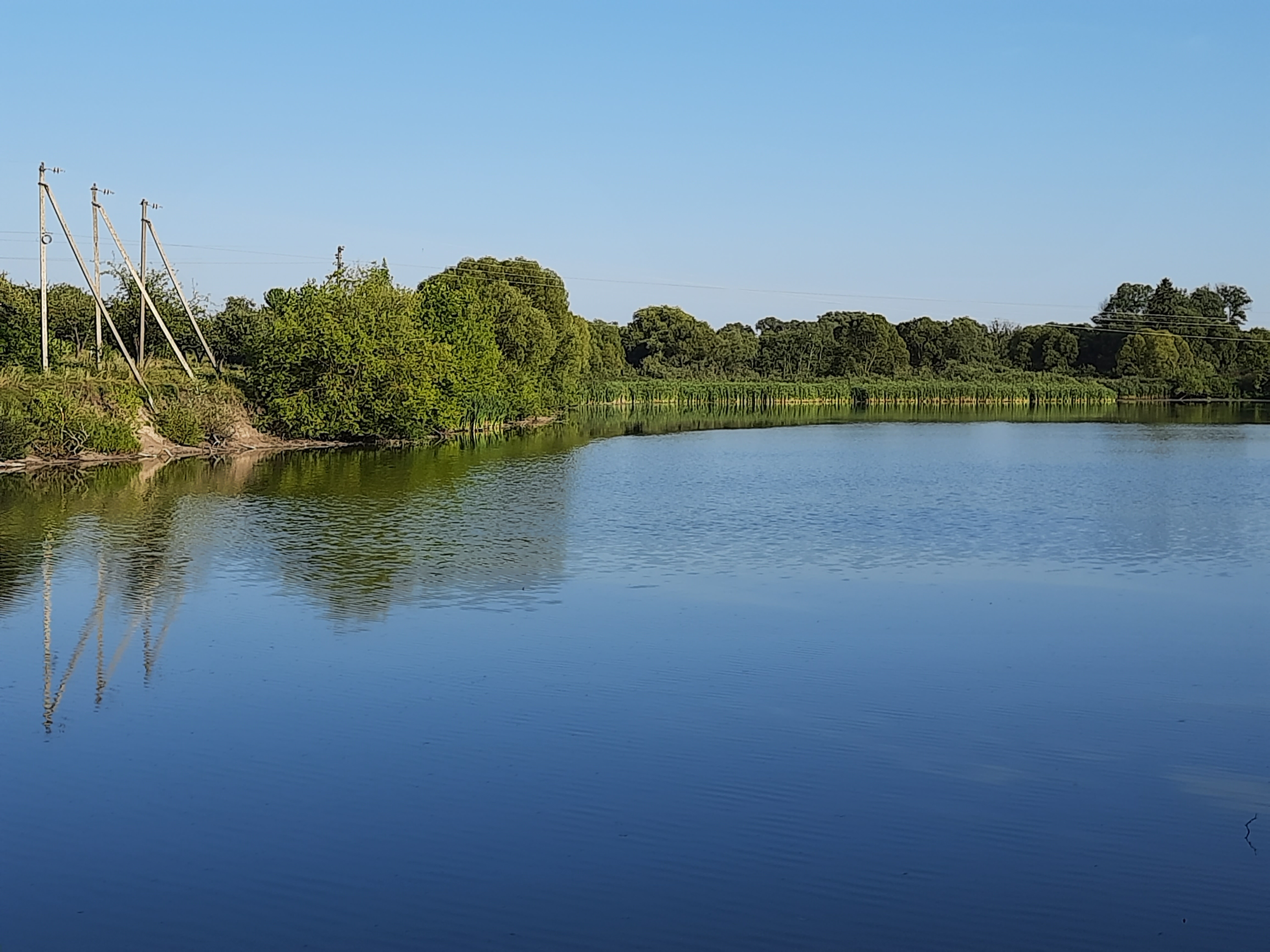
Став біля села

Цимба́лівка — село в Україні, у Старосинявській селищній громаді Хмельницького району Хмельницької області. Населення становить близько 529 осіб.

## Географія
Селом протікає річка Жилка, права притока Случі.

## Історія
7 (20) листопада 1917 року, відповідно до Третього Універсалу Української Центральної Ради, увійшло до складу Української Народної Республіки.
31 жовтня 1921 року під час Листопадового рейду у Цимбалівці зупинилася на ночівлю Подільська група (командувач Михайло Палій-Сидорянський) Армії Української Народної Республіки. Вранці 1 листопада до села почав підступати 7-й кавалерійський полк (командир — Ілля Дубинський) 1-ї бригади 2-ї кавалерійської дивізії московських військ, який переслідував групу. Тоді Михайло Палій-Сидорянський відправив у північному напрямку свою піхоту, а сам із кіннотою залишився у селі прикривати її відступ. Завдяки багнистій річці, котра протікала по обидва боки села, йому вдалося вивести свої частини.
30 серпня 2015 року Антоній, митрополит Хмельницький і Кам'янець-Подільський, освятив новозбудований храм Воздвиження Чесного і Животворчого Хреста Господнього.
12 червня 2020 року, відповідно до розпорядження Кабінету Міністрів України № 727-р «Про визначення адміністративних центрів та затвердження територій територіальних громад Хмельницької області», увійшло до складу Старосинявської селищної громади.
19 липня 2020 року, в результаті адміністративно-територіальної реформи та ліквідації Старосинявського району, село увійшло до складу новоутвореного Хмельницького району.

## Населення

### Мова
Розподіл населення за рідною мовою за даними перепису 2001 року:
| Мова       | Кількість | Відсоток |
| ---------- | --------- | -------- |
| українська | 523       | 98.87%   |
| російська  | 6         | 1.13%    |
| Усього     | 529       | 100%     |

## Видатні люди
- Ткач Полікарп Ілліч (1936) — голова Вінницької обласної ради (1992—1994), народний депутат 12(1) скликання.
- Чеповий Володимир Віталійович (1967—2022) — український підприємець, письменник і громадський діяч.